# Västerås IK (ishockey)
Västerås IK (utläses Västerås ishockeyklubb, förkortas VIK vilket uttalas "vik") en hockeyförening från Västerås i Västmanland. Klubben har sitt ursprung i Västerås Idrottsklubb (även den skrivs som Västerås IK och förkortas VIK) som bildades 1913. Ishockey togs upp på programmet 1939.  
Föreningen har 2021 ett A-lag för herrar i Hockeyallsvenskan, ett damlag i Damettan samt lag för J20, J18, damjuniorer och flera ungdomslag för yngre spelare inklusive hockeyskola.

## Föreningens namn
1980 delades det ursprungliga VIK upp i olika självständiga föreningar – en för varje idrott. Ishockeyföreningen fick namnet IK VIK Hockey men det tog inte så många år innan man bytte namn till Västerås IK (ishockeyklubb). Före konkursen år 2000 hade man delat upp organisationen så att ungdomsverksamheten fanns i en självständig förening som därmed inte drabbades. Ett nytt elitlag organiserades av ungdomsföreningen under namnet VIK Hockey Ungdom som 2005 antog namnet VIK Västerås HK (där HK står för hockeyklubb). Under 2018 återtog man så det ursprungliga namnet Västerås IK (där IK nu alltså betyder ishockeyklubb).

## Historik och säsongsresultat
Västerås Idrottsklubb bildades 1913 ur en tidigare klubb vid namn IF Svea. Ursprungligen var det en allmän idrottsförening med många idrotter i sin verksamhet, bl.a. ett bandylag som var den enda is-sporten på programmet fram till 1939 då ishockeysektionen bildades. Samma år vann laget B-gruppen i Västmanlandsseriens andradivision. Året därpå placerar de sig på en fjärdeplats i förstadivisionen och upprepar sedan resultatet igen 1941. Till säsongen 1941/42 tas tre lag från västmanlandsserien in i den nybildade Division II, men VIK är inte bland de lagen. Det dröjer till 1942/43 innan man gör debut i Division II Centrala och kan placera sig på en tredjeplats. 1946 vinner man sin serie och kvalificerar sig för högsta serien samtidigt som lokalkonkurrenten Västerås SK får lämna sin plats där. Sedan följer tio år då man flyttas upp och ner mellan divisionerna tills man 1956 går upp och blir kvar under 15 säsonger. Under denna tid deltar man i Svenska mästerskapsserien fyra gånger och når en tredjeplats 1961 och 1962. 
Säsongen 1955/56 gör Uno "Garvis" Öhrlund debut i laget 17 år gammal. Totalt kom det att bli 351 matcher och 301 poäng på de 14 säsonger han spelade med laget.  Staden var tidigt ute med att bygga ishall som stod färdig 1965 under namnet Rocklundahallen (idag ABB Arena Nord). Till säsongen 1975/76 görs en större serieomläggning där Elitserien bildas. Det innebär att antalet lag i högsta serien minskas och VIK är ett av lagen som flyttas ner.
| Säsong      | Division                  | Placering   | SM/Kval                                       |             |
| Västerås IK | Västerås IK               | Västerås IK | Västerås IK                                   | Västerås IK |
| ----------- | ------------------------- | ----------- | --------------------------------------------- | ----------- |
| 1938/1939   | Västmanlandsserien Div 2B | 1           | uppflyttade                                   |             |
| 1939/1940   | Västmanlandsserien Div 1  | 4           |                                               |             |
| 1940/1941   | Västmanlandsserien        | 4           |                                               |             |
| 1941/1942   | [ a ]                     |             |                                               |             |
| 1942/1943   | Division II Centrala      | 3           |                                               |             |
| 1943/1944   | Division II Centrala      | 4           |                                               |             |
| 1944/1945   | Division II Västmanland   | 2           |                                               |             |
| 1945/1946   | Division II Västmanland   | 1           | 2:a i kvalserien, uppflyttade                 |             |
| 1946/1947   | Division I Södra          | 2           |                                               |             |
| 1947/1948   | Division I Södra          | 2           |                                               |             |
| 1948/1949   | Division I Södra          | 5           | nerflyttade                                   |             |
| 1949/1950   | Division II Västra A      | 1           | Kval: Besegrar Grums, uppflyttade             |             |
| 1950/1951   | Division I Södra          | 5           | nerflyttade                                   |             |
| 1951/1952   | Division II Västra A      | 1           | Kval: Utslagna av Bofors                      |             |
| 1952/1953   | Division II Västra A      | 1           | Kval: Utslagna av Grums                       |             |
| 1953/1954   | Division II Västra A      | 1           | Kval: Besegrar Forshaga, uppflyttade          |             |
| 1954/1955   | Division I Södra          | 5           | nerflyttade                                   |             |
| 1955/1956   | Division II Västra A      | 1           | Kval: Besegrar Tranås, uppflyttade            |             |
| 1956/1957   | Division I Södra          | 6           |                                               |             |
| 1957/1958   | Division I Södra          | 6           |                                               |             |
| 1958/1959   | Division I Södra          | 4           |                                               |             |
| 1959/1960   | Division I Södra          | 6           |                                               |             |
| 1960/1961   | Division I Södra          | 2           | 3:a i mästerskapsserien                       |             |
| 1961/1962   | Division I Södra          | 3           | 3:a i mästerskapsserien                       |             |
| 1962/1963   | Division I Södra          | 5           | 2:a i kvalificeringsserien                    |             |
| 1963/1964   | Division I Södra          | 5           | 1:a i kvalificeringsserien                    |             |
| 1964/1965   | Division I Södra          | 3           | 7:a i mästerskapsserien                       |             |
| 1965/1966   | Division I Södra          | 5           |                                               |             |
| 1966/1967   | Division I Södra          | 5           |                                               |             |
| 1967/1968   | Division I Södra          | 6           |                                               |             |
| 1968/1969   | Division I Södra          | 4           | 7:a i mästerskapsserien                       |             |
| 1969/1970   | Division I Södra          | 6           | 2:a i södra kvalificeringsserien              |             |
| 1970/1971   | Division I Södra          | 5           | 3:a i södra kvalificeringsserien, nerflyttade |             |
| 1971/1972   | Division II Västra A      | 1           | 1:a i södra kvalserien, uppflyttade           |             |
| 1972/1973   | Division I Södra          | 6           | 2:a i södra kvalificeringsserien              |             |
| 1973/1974   | Division I Södra          | 5           | 5:a i kvalificeringsserien                    |             |
| 1974/1975   | Division I                | 15          | Serieomläggning, nerflyttade                  |             |

VIK fortsätter att spela i Division I även efter 1975, men nu är det namnet på andraligan. VIK spelar i normalt i den östra gruppen men ibland flyttas de till den västra. 1980 beslutar sig VIK för en omorganisation där alla sektionerna blir egna självständiga föreningar. Ishockeyföreningen fick namnet IK VIK Hockey. Till säsongen 1982/83 inför Allsvenskan. Det är vid denna tid en slags slutspelsserie för de bästa lagen i Division I. VIK deltar 1983, 1985 och 1987, men placerar sig inte allra överst utan går vidare till playoff, men där spelar man bra och går vidare till kvalserien flera gånger. 1988 lyckas man inte kvalificera sig för Allsvenskan utan får spela i fortsättningsserien som man vinner. På så sätt får man ändå en plats i playoff och går den vägen till kvalserien som man nu efter många års försök vinner. Laget får en plats i Elitserien till säsongen därpå och tränaren Svenåke Svensson är en av hjältarna bakom framgången.
| Säsong        | Division          | Placering | Vårserie                  | Playoff/Kval                                                               |
| ------------- | ----------------- | --------- | ------------------------- | -------------------------------------------------------------------------- |
| 1975/1976     | Division I Östra  | 3         |                           | Playoff: Utslagna av IFK Bäcken                                            |
| 1976/1977     | Division I Östra  | 7         |                           |                                                                            |
| 1977/1978     | Division I Östra  | 7         |                           |                                                                            |
| 1978/1979     | Division I Östra  | 4         |                           | Playoff: Utslagna av Kiruna AIF                                            |
| 1979/1980     | Division I Östra  | 4         |                           | Playoff: Utslagna av Kiruna AIF                                            |
| IK VIK Hockey |                   |           |                           |                                                                            |
| 1980/1981     | Division I Västra | 2         |                           | Playoff: Utslagna av Luleå                                                 |
| 1981/1982     | Division I Västra | 3         |                           | Playoff: Besegrar Mörrum, utslagna av HV71                                 |
| 1982/1983     | Division I Östra  | 2         | 4:a i Allsvenskan         | Playoff: Besegrar Huddinge, utslagna av HV71                               |
| 1983/1984     | Division I Östra  | 3         | 1:a i fortsättningsserien | Playoff: Besegrar Kiruna AIF, Mora och Troja 3:a i kvalserien              |
| 1984/1985     | Division I Västra | 2         | 6:a i Allsvenskan         | Playoff: Besegrar Hanhals och Västra Frölunda                              |
| 1985/1986     | Division I Östra  | 4         | 1:a i fortsättningsserien | Playoff: Besegrar CRIF, V. Frölunda och Örebro 2:a i kvalserien            |
| 1986/1987     | Division I Östra  | 1         | 4:a i Allsvenskan         | Playoff: Besegrar Troja och Huddinge 3:a i kvalserien                      |
| 1987/1988     | Division I Västra | 3         | 1:a i fortsättningsserien | Playoff: Besegrar Piteå, Nacka och Sundsvall 1:a i kvalserien, uppflyttade |

I samband med att laget flyttas upp till Elitserien återtar man namnet Västerås IK. Resultaten är varierande. 1991 når man en kvartsfinal i SM under ledning av Pär Mårts. Efter framgången lämnade Nicklas Lidström för spel i National Hockey League. För pengarna man förväntades få för övergången började den nye tränaren Mikael Lundström värva nya spelare, bl.a. Robert Nordmark, Roger Åkerström, Paul Andersson-Everberg och Johan Brummer. Med sådana värvningar förväntades VIK spela i toppen av serien, men så blev det inte. Istället slutade man på nionde plats. Inför säsongen 1992/93 tippades Västerås hamna på jumboplats av en nästan enig expertis. Några pengar till större investeringar fanns inte, men laget fick in ryssen Sergej Fokin och en ung Tommy Salo från farmarlaget Köping. Laget gjorde också en uppmärksammad kostomläggning i ett försök att förbättra sina resultat. Ansträngningarna gav resultat och en bit in på hösten toppade man serien och de höll i sig trots ständiga konkurshot och det förväntade raset kom aldrig. I mars VIK stod sensationellt som seriesegrare tvärtemot alla experttips. Förväntningarna på SM-guld steg, men där blev det ingen framgång. Seriens åtta, Djurgården, besegrade VIK i kvartsfinalen. Åren efter framgången lämnade en lång rad viktiga spelare samtidigt som ekonomin var dålig. Resultaten blev därefter och år 2000 stod det klart att VIK skulle flyttas ner till Allsvenskan. Sommaren efter försattes föreningen i konkurs.
| Säsong      | Division    | Placering   | Vårserie          | Playoff/Kval                                   |
| Västerås IK | Västerås IK | Västerås IK | Västerås IK       | Västerås IK                                    |
| ----------- | ----------- | ----------- | ----------------- | ---------------------------------------------- |
| 1988/1989   | Elitserien  | 11          | 1:a i Allsvenskan | Allsvenska finalen: Besegrar Västra Frölunda   |
| 1989/1990   | Elitserien  | 7           |                   | Playoff: Utslagna av Djurgården                |
| 1990/1991   | Elitserien  | 4           |                   | Playoff: Besegrar HV71, utslagna av Djurgården |
| 1991/1992   | Elitserien  | 9           |                   |                                                |
| 1992/1993   | Elitserien  | 1           |                   | Playoff: Utslagna av Djurgården                |
| 1993/1994   | Elitserien  | 7           |                   | Playoff: Utslagna av Brynäs                    |
| 1994/1995   | Elitserien  | 7           |                   | Playoff: Utslagna av Malmö                     |
| 1995/1996   | Elitserien  | 10          |                   |                                                |
| 1996/1997   | Elitserien  | 12          |                   | 2:a i kvalserien                               |
| 1997/1998   | Elitserien  | 10          |                   |                                                |
| 1998/1999   | Elitserien  | 11          |                   | 2:a i kvalserien                               |
| 1999/2000   | Elitserien  | 11          |                   | 3:a i kvalserien, nerflyttade                  |

Innan konkursen blev ett faktum hade VIK organiserat ungdomsverksamheten i en egen förening så att den inte skulle drabbas. Namnet var Västerås IK Ungdom och man ställde genast upp med ett lag i Division 2. Redan 2002 var man tillbaka i Allsvenskan där man skulle ha spelat om man inte gått i konkurs. Sedan dess har man spelat i Hockeyallsvenskan med ett undantag. Säsongen 2017/18 tvingades man återvända till Hockeyettan en säsong. Fem gånger (2008, 2009, 2013, 2014, 2015) har man kvalat för att nå högsta ligan, som nu har namnet Svenska Hockeyligan. 
| Säsong             | Division               | Placering          | Vårserie               | Playoff/Slutspel/Kval                                                      |
| Västerås IK Ungdom | Västerås IK Ungdom     | Västerås IK Ungdom | Västerås IK Ungdom     | Västerås IK Ungdom                                                         |
| ------------------ | ---------------------- | ------------------ | ---------------------- | -------------------------------------------------------------------------- |
| 2000/2001          | Division 2 Västmanland | 1                  | 1:a i Alltvåan         | 1:a i kvalserien, uppflyttade                                              |
| 2001/2002          | Division 1 Västra A    | 1                  | 2:a i Allettan Västra  | 1:a i förkval, 3:a i kvalserien, uppflyttade                               |
| 2002/2003          | Allsvenskan Södra      | 7                  | 3:a i vårserien        |                                                                            |
| 2003/2004          | Allsvenskan Norra      | 4                  | 7:a i Superallsvenskan |                                                                            |
| 2004/2005          | Allsvenskan Norra      | 5                  | 2:a i vårserien        | Playoff: Besegrar Rögle, utslagna av Nyköping                              |
| VIK Västerås HK    |                        |                    |                        |                                                                            |
| 2005/2006          | Hockeyallsvenskan      | 9                  |                        |                                                                            |
| 2006/2007          | Hockeyallsvenskan      | 4                  |                        | Playoff: Utslagna av Nyköping                                              |
| 2007/2008          | Hockeyallsvenskan      | 5                  |                        | Playoff: Besegrar Växjö och Borås 6:a i kvalserien                         |
| 2008/2009          | Hockeyallsvenskan      | 3                  |                        | 6:a i kvalserien                                                           |
| 2009/2010          | Hockeyallsvenskan      | 8                  |                        |                                                                            |
| 2010/2011          | Hockeyallsvenskan      | 5                  | 2:a i förkvalserien    |                                                                            |
| 2011/2012          | Hockeyallsvenskan      | 4                  | 4:a i förkvalserien    |                                                                            |
| 2012/2013          | Hockeyallsvenskan      | 3                  |                        | 4:a i kvalserien                                                           |
| 2013/2014          | Hockeyallsvenskan      | 2                  |                        | 6:a i kvalserien                                                           |
| 2014/2015          | Hockeyallsvenskan      | 1                  |                        | HA finalen: Förlorar mot Karlskrona Direktkval: Förlorar mot Rögle         |
| 2015/2016          | Hockeyallsvenskan      | 9                  |                        |                                                                            |
| 2016/2017          | Hockeyallsvenskan      | 13                 |                        | 4:a i kvalserien, nerflyttade                                              |
| 2017/2018          | Hockeyettan Västra     | 1                  | 3:a i Allettan Norra   | Playoff: Besegrar Mariestad och Kristianstad 2:a i kvalserien, uppflyttade |
| Västerås IK        |                        |                    |                        |                                                                            |
| 2018/2019          | Hockeyallsvenskan      | 3                  |                        | 2:a i slutspelsserien                                                      |
| 2019/2020          | Hockeyallsvenskan      | 5                  |                        | Slutspelsserien inställd                                                   |
| 2020/2021          | Hockeyallsvenskan      | 7                  |                        | Slutspel: Besegrar Almtuna, utslagna av Karlskoga                          |
| 2021/2022          | Hockeyallsvenskan      | 5                  |                        | Slutspel: Utslagna av Björklöven                                           |
| 2022/2023          | Hockeyallsvenskan      | 9                  |                        | Slutspel: Besegrar Vita Hästen, utslagna av Björklöven                     |
| 2023/2024          | Hockeyallsvenskan      | 11                 |                        |                                                                            |
| 2024/2025          | Hockeyallsvenskan      | 10                 |                        | Slutspel: Utslagna av Mora                                                 |

Anmärkningar
1. ↑  Det framgår inte av ishockeys årsböcker vilken serie VIK spelade i denna säsong, men de måste gjort bra ifrån sig för nästkommande säsong återfinns de i Division II.
2. ↑  Senare gjorde laget konkurs.[12]
3. ↑  Tingsryds AIF tvångsnedflyttades och Västerås fick deras plats.[14]

## Statistik
Flest gjorda mål i en match
| Matchtyp | Antal mål | Motståndare       | Datum      | Slutresultat |
| -------- | --------- | ----------------- | ---------- | ------------ |
| Serie    | 25        | Råby HC h         | 2000-10-31 | 25-0         |
| Övrigt   | 21        | Landskrona BoIS b | 1960-02-08 | 21-1         |

Flest insläppta mål i en match
| Matchtyp | Antal mål | Motståndare          | Datum      | Slutresultat |
| -------- | --------- | -------------------- | ---------- | ------------ |
| Serie    | 17        | Västra Frölunda IF b | 1968-01-28 | 0-17         |
| Övrigt   | 15        | Brynäs IF b          | 1970-09-08 | 3-15         |
| Övrigt   | 15        | Dynamo Moskva n      | 1975-08-25 | 3-15         |
| Övrigt   | 15        | Färjestads BK b      | 1975-10-05 | 3-15         |

Flest gjorda mål i en period
| Matchtyp | Antal mål | Motståndare     | Datum      |
| -------- | --------- | --------------- | ---------- |
| Serie    | 11        | Råby HC         | 2000-10-31 |
| Övrigt   | 10        | Landskrona BoIS | 1960-02-08 |

Flest insläppta mål i en period
| Matchtyp | Antal mål | Motståndare   | Datum      |
| -------- | --------- | ------------- | ---------- |
| Serie    | 9         | Grums IK      | 1959-01-25 |
| Övrigt   | 8         | Dynamo Moskva | 1975-08-25 |

Största hemmaseger
| Matchtyp | Antal mål | Motståndare | Datum      | Slutresultat |
| -------- | --------- | ----------- | ---------- | ------------ |
| Serie    | 25        | Råby HC     | 2000-10-31 | 25-0         |
| Övrigt   | 17        | Almtuna     | 1960-12-28 | 19-2         |

Största hemmaförlust
| Matchtyp | Antal mål | Motståndare | Datum      | Slutresultat |
| -------- | --------- | ----------- | ---------- | ------------ |
| Serie    | 9         | Brynäs IF   | 1967-01-15 | 1-10         |
| Övrigt   | 12        | CSKA Moskva | 1966-09-11 | 2-14         |

Största bortaseger
| Matchtyp | Antal mål | Motståndare       | Datum      | Slutresultat |
| -------- | --------- | ----------------- | ---------- | ------------ |
| Serie    | 18        | Råby HC h         | 2000-11-24 | 18-0         |
| Övrigt   | 20        | Landskrona BoIS b | 1960-02-08 | 21-1         |

Största bortaförlust
| Matchtyp | Antal mål | Motståndare          | Datum      | Slutresultat |
| -------- | --------- | -------------------- | ---------- | ------------ |
| Serie    | 17        | Västra Frölunda IF b | 1968-01-28 | 0-17         |
| Övrigt   | 12        | Brynäs IF b          | 1970-09-08 | 3-15         |
| Övrigt   | 12        | Dynamo Moskva n      | 1975-08-25 | 3-15         |
| Övrigt   | 12        | Färjestads BK b      | 1975-10-05 | 3-15         |

Målrikaste match
| Matchtyp | Antal mål | Motståndare       | Datum      | Slutresultat |
| -------- | --------- | ----------------- | ---------- | ------------ |
| Serie    | 25        | Råby HC h         | 2000-10-31 | 25-0         |
| Serie    | 25        | Väsby IK h        | 1984-01-19 | 16-9         |
| Övrigt   | 22        | Landskrona BoIS b | 1960-02-08 | 21-1         |

Målrikaste period
| Matchtyp | Antal mål | Motståndare  | Datum      |
| -------- | --------- | ------------ | ---------- |
| Serie    | 12        | Väsby IK h   | 1984-01-19 |
| Övrigt   | 12        | IFK Arboga b | 1960-02-08 |

- Målfattigaste match
- Serie 0 -- Djurgårdens IF (b) 5.11.1992 ( 0-0 )
- 0  -- Leksands IF (b) 25.10.1997 ( 0-0 )
- 0 -- Nor IK (b) 16.3.2001 ( 0-0 )
- 0 --  IF Sundsvall Hockey (h) 24.10.2004 ( 0-0 )

- Övrigt 0    -- IFK Västerås (h) 4.2.1957 ( 0-0 )
- 0 -- Färjestads BK  (h) 27.8.2004  ( 0-0 )

## Spelare med A-lagslandskamper
| Namn                 | Landskamper |
| -------------------- | ----------- |
| Tommy Salo           | 112         |
| Leif Rohlin          | 95          |
| Nicklas Lidström     | 88          |
| Uno "Garvis" Öhrlund | 85          |
| Patrik Juhlin        | 84          |
| Mikael Backlund      | 64          |
| Roger Åkerström      | 46          |
| Peter Popovic        | 35          |
| Johan Tornberg       | 32          |
| Magnus Eriksson      | 31          |
| Patrik Berglund      | 30          |
| Einar Granath        | 25          |
| Fredrik Öberg        | 22          |
| Hans Mellinger       | 14          |
| Edvin Frylén         | 10          |
| Bo Englund           | 9           |
| Mattias Lööf         | 6           |
| Håkan Ohlsson        | 6           |
| Bengt-Göran Karlsson | 5           |
| Clarence Carlsson    | 4           |
| Jan Hedén            | 4           |
| Ove Stenlund         | 3           |
| Arne Blomkvist       | 2           |
| Leif Öhrlund         | 2           |
| Johan Gustafsson     | 1           |

## Huvudtränare
| År                                  | Tränare                      | Säsonger                          |
| ----------------------------------- | ---------------------------- | --------------------------------- |
| 1940–1941                           | Gösta Björkström             | 1                                 |
| 1941–1951                           | Tage Borg                    | 9                                 |
| 1951–1957, 1959–1960                | Stig Pennemo                 | 6                                 |
| 1957–1958                           | Harry Eriksson               | 1                                 |
| 1960–1962, 1964–1966                | Gösta "Lill-Lulle" Johansson | 4                                 |
| 1962–1963                           | Curly Leachman               | 1                                 |
| 1963–1964                           | Karl-Axel Haglund            | 1                                 |
| 1966–1967, 1969–1973                | Karl-Sören Hedlund           | 4                                 |
| 1967–1968                           | Des Moroney                  | 1                                 |
| 1968–1969, 1973–1974                | Jiri Matys                   | 2                                 |
| 1969–1970                           | Åke Lundström                | 1                                 |
| 1974–1976                           | Danny Malone                 | 2                                 |
| 1976–1978, 1982–1985, 2000 vår-2000 | Curt Lundmark                | 5,5                               |
| 1978–1981, 1981 höst–1982           | Kjell Larsson                | 6                                 |
| 1981– höst 1981                     | Inge Sandqvist               | 1                                 |
| 1985–1986                           | Göran B. Lundberg            | 1                                 |
| 1986–1987, 1988–1991, 1995–1997     | Pär Mårts                    | 6                                 |
| 1987–1988                           | Svenåke Svensson             | 1                                 |
| 1991–1994                           | Mikael Lundström             | 3                                 |
| 1994–1994 höst                      | Randy Edmonds                | 1                                 |
| 1994 höst–1995                      | Stefan Lunner                | 1                                 |
| 1997–1999 vår                       | Dan Hobér                    | 2                                 |
| 1999 vår–1999                       | Claes Lindblom               | 1                                 |
| 1999–2000                           | Göran "Flygis" Sjöberg       | 1                                 |
| 2000–2002                           | Torbjörn Rohlin              | 2                                 |
| 2002–2003                           | Thomas Sjögren               | 1                                 |
| 2003–2006 höst                      | Per Bäckman                  | 4                                 |
| 2006 höst–2008 höst                 | Johan Tornberg               | 2,5                               |
| 2008 höst–2009 höst                 | Lars Ivarsson                | 1                                 |
| 2009 höst–2010                      | Fredrik Nilsson              | 1                                 |
| 2010–2012                           | Mats Waltin                  | 2                                 |
| 2012–2013                           | Joakim Fagervall             | 1                                 |
| 2013–2016                           | Martin Filander              | 1,5                               |
| 2016                                | Andreas Appelgren            | 0,5                               |
| 2016–2017                           | Christer Olsson              | 1 (Fick sparken inför kvalserien) |
| 2017–2023                           | Thomas Paananen              |                                   |
| 2023–2023                           | Tero Lehterä                 |                                   |
| 2023-2024                           | Karl Helmersson              |                                   |
| 2024-                               | Eric Karlsson                |                                   |

## Talangutveckling
VIK har fostrat flera elitseriespelare och samarbetet med idrottsgymnasium Widénska gymnasiet, i Västerås har gett juniorlaget flera framgångar, både J18 som J20 spelar i sina åldrars högsta serie, J18 Elit respektive J20 SuperElit.

## Meriter
- Lilla silver (trea) SM - 1961 och 1962
- Etta grundserien Elitserien i ishockey 1992/1993
- SM-semifinal 1990/1991
- J20 segrare 1989, 1966[18]

## Kända spelare
| - Mikael Backlund - Patrik Berglund - Anders Berglund - Magnus Eriksson - Erik Ersberg - Mishat Fahrutdinov - Sergej Fokin - Edvin Frylén - Randy Heath - Karl-Sören Hedlund | - Stefan Hellkvist - Gösta "Lill-Lulle" Johansson - Patrik Juhlin - Nicklas Lidström - Andreas Lindh - Pär Mårts - Fredrik Nilsson - Peter Popovic - Leif Rohlin - Tommy Salo | - Göran "Flygis" Sjöberg - Aleksej Salomatin - Tomas Strandberg - Thor Stöckel - Johan Tornberg - Mats Ytter - Roger Åkerström - Leif Öhrlund - Uno "Garvis" Öhrlund - Konstantin Komarek |

## "Tröjor i taket"
- Nr 5 - Uno "Garvis" Öhrlund[19][20]
- Nr 82 - Marcus Söderkvist[21][22]
- Nr 12 - Fredrik Johansson[23]